# Comté de Washington (New York)
Pour les articles homonymes, voir Comté de Washington.
Le comté de Washington est l'un des 62 comtés de l'État de New York, aux États-Unis. Son siège est Fort Edward.

## Personnalités
- William Miller (1782-1849), prédicateur américain,  surnommé « le millérisme » ou « l'adventisme »
- Paul Cornell (1822-1904), avocat et spéculateur immobilier né à White Creek ;